# Marcus Hellner
Marcus Hellner (* 25. listopadu 1985, Lerdala) je bývalý švédský reprezentant v běhu na lyžích, byl poměrně univerzálním lyžařem - dokázal se prosadit ve sprintech i na delších tratích.

## Největší úspěchy
ZOH:
- ZOH 2010 - 1. místo ve skiatlonu (15 + 15 km)
- ZOH 2010 - 1. místo ve štafetě 4 × 10 km
- ZOH 2014 - 2. místo ve skiatlonu (15 + 15 km)
- ZOH 2014 - 1. místo ve štafetě 4 × 10 km

MS:
- 3. místo ve štafetě z MS 2007
- 1. místo ve sprintu z MS 2011
- 2. místo ve štafetě z MS 2011
- 2. místo ve týmovém sprintu z MS 2013

SP:
- 22. listopadu 2008 vyhrál úvodní závod SP 2008/09 v domácím Gällivare (15 km volnou technikou), 1. místo v průběžném pořadí si udržel ještě po druhém závodu, nakonec skončil na celkovém 22. místě